# 아카데미체스카야역 (모스크바 지하철)
아카데미체스카야역(러시아어: Академическая)은 모스크바 지하철 칼루시스코 리시스카야 선의 역이다. 1962년 10월 13일에 개장하였다.
역명은 러시아 과학 아카데미라는 뜻과 인근에 위치한 아카데미스키 프로스펙트에서 유래한 것이다.

## 디자인
기둥 트리스판 디자인(소로코노즈카, 지네페데)에 맞춰 건설되었고, 1960년대에 건설비가 저렴하여 널리 보급되었다. 본 역에는 흰색 대리석 기둥에 검은색 대리석 줄무늬가 새겨져 있다. 원래 네 개의 수평으로 된 파란색 줄무늬가 있는 흰색 타일을 마주하고 있던 벽은 2003년에 더 깨끗하고 현대적인 외관 리모델링을 위하여 비슷한 색깔의 알루미늄 평면으로 새단장하였다.

## 지리
아카데미체스카야 역의 출입구는 프로프소유즈나야 거리와 드미트리야 율리아노바 거리의 교차점에 있는 호찌민 광장 주변에 있다.

## 이용객
아카데미체스카야 역은 1일 평균 67,400명의 승객이 이용하고 있다.

## 계획
아카데미체스카야 역에서는 콤무나르스카야 선(16호선) 아카데미체스카야 역과 2021년에 환승이 예정되어 있다.

## 사진

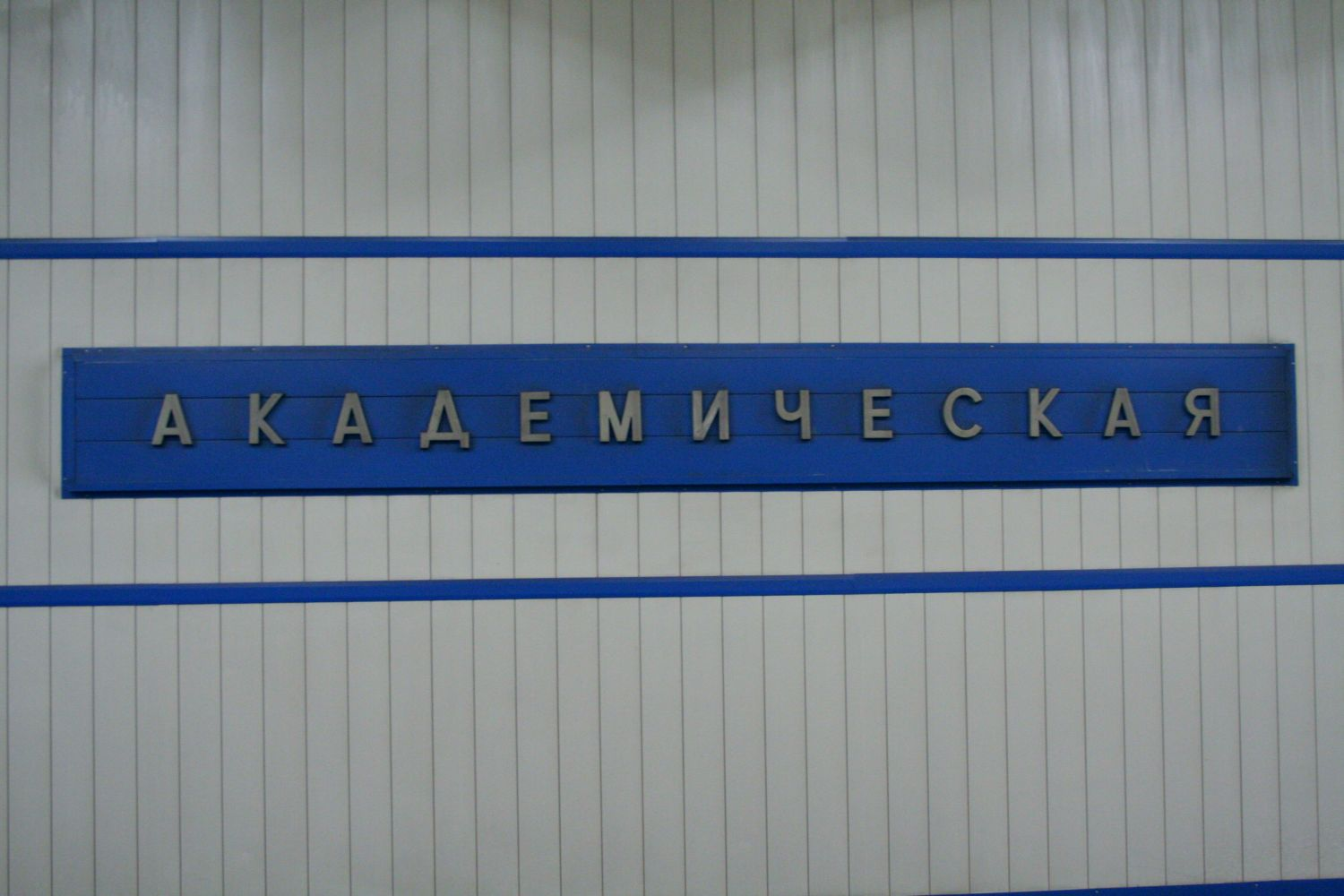
역명판

## 같이 보기
- (러시아어) 아카데미체스카야 역 시간표
- (러시아어) 아카데미체스카야 역 설명
- (러시아어) metro.ru
- (러시아어) news.metro.ru
- (러시아어) metrowalks.com/ru